# Mehnga Singh
Mehnga Singh Sidhu (ur. 15 sierpnia 1922) – indyjski lekkoatleta, skoczek wzwyż.

## Osiągnięcia
Podczas igrzysk olimpijskich w Helsinkach (1952) z wynikiem 1,70 m zajął 34. miejsce w eliminacjach i nie awansował do finału.

## Rekordy życiowe
- Skok wzwyż – 1,918 (1951)[1]